# Memorial Rik Van Steenbergen
Das Memorial Rik Van Steenbergen (früher GP Rik Van Steenbergen) ist ein belgisches Radrennen.
Das Memorial Rik Van Steenbergen ist ein Eintagesrennen, das seit 2005 zur UCI Europe Tour zählt und in die Kategorie 1.1 eingestuft ist. Das Rennen wurde zum ersten Mal 1991 ausgetragen und findet seitdem jährlich im September statt. Es erinnert an den belgischen Radprofi Rik Van Steenbergen und ist in Aartselaar beheimatet.

## Sieger
- 2022  Tim Merlier
- 2020 wegen Covid-19-Pandemie abgesagt
- 2019  Dries De Bondt
- 2013–2018 nicht ausgetragen
- 2012  Theo Bos
- 2011  Kenny van Hummel
- 2010  Michaël Van Staeyen
- 2009  Niko Eeckhout
- 2008  Gert Steegmans
- 2007  Greg Van Avermaet
- 2006  Niko Eeckhout
- 2005  Jean-Patrick Nazon
- 2004  Tom Boonen
- 2003  Niko Eeckhout
- 2002  Steffen Radochla
- 2001  Niko Eeckhout
- 2000  Lars Michaelsen
- 1999  Giuliano Figueras
- 1998  Ján Svorada
- 1997  Andreï Tchmil
- 1996  Jans Koerts
- 1995  Tom Steels
- 1994  Dschamolidin Abduschaparov
- 1993  Mario Cipollini
- 1992  Patrick Deneut
- 1991  Olaf Ludwig